# Forbes (priimek)
Forbes je priimek več znanih oseb:
- Alexander Forbes Irvine Forbes (1871—1959), južnoafriški astronom
- Byran Forbes (*1926), britanski filmski režiser
- Duncan Forbes (1798—1868), angleški jezikoslovec
- Duncan Forbes (1685—1747), škotski državnik
- Edward Forbes (1815—1854), angleški naravoslovec
- George William Forbes (1869—1947), novozelandski politik
- Jake Forbes (1897—1985), kanadski hokejist
- James David Forbes (1809—1868), škotski fizik
- John Forbes (1710—1759), britanski general
- John Forbes (1950—1998), avstralski pesnik
- Mary Forbes (1879—1974), angleška filmska igralka
- Michelle Forbes (*1965), ameriška igralka